# Nicholas Bond-Owen
Nicholas Bond-Owen, pseudonimo di Nicholas Owen, noto anche come Nick Owen (Ashford, 13 novembre 1968), è un attore britannico.

## Biografia
In giovane età ha interpretato vari ruoli da attore bambino. Deve la sua notorietà soprattutto alla parte avuta nella serie TV George e Mildred, in cui interpretava il bambino Tristram, giovane figlio dei coniugi Fourmile, vicini di casa della coppia protagonista.

## Filmografia
- George e Mildred serie televisiva - Tristram Fourmile (1976-1979)
- Confessions from a Holiday Camp (1977) - Kevin (come Nicholas Owen)
- George e Mildred (film, 1980) - Tristram Fourmile
- Rhubarb Rhubarb (1980) - ragazzino
- Airline, serie televisiva (1982) - episodio Brave New World - Alan Shaw
- The Coral Island (Mini-serie, 1983) - Peterkin
- Lassiter lo scassinatore (1984) - Freddie
- Oliver Twist serie televisiva - Charley Bates (episodi 3-4-5-6-9-10-11-12-13, 1985)
- Dramarama serie televisiva - (episodio Just a Game, 1986)
- David Copperfield
  - Episodio numero 1.2 (1986), 1° ragazzo
  - Episodio numero 1.3 (1986), 1° ragazzo
- The Unforgettable Yootha Joyce (documentario TV, 2001) - sé stesso